# Lycophotia clausa
Lycophotia clausa là một loài bướm đêm trong họ Noctuidae.